# Legea
Legea – przemysłowa włoska firma, specjalizująca się w produkcji sportowej odzieży oraz obuwia. Siedziba firmy znajduje się w małym miasteczku Pompeje, niedaleko od administracyjnego centrum prowincji Neapol (Włochy).

## Historia
Firma została założona w 1993 roku przez Giovanniego Acanfora, Emilia Acanfora i Luigiego Acanfora.
Głównie produkuje odzież i akcesoria do piłki nożnej, zdobywając coraz większy sukces na rynku. Kilka lat później firma postanowiła poszerzyć swoje pole działania również produkując materiały techniczne dla siatkówki, koszykówki, lekkiej atletyki i fitnessu.
Wzrost obrotów formy jest ściśle związany z rosnącym sponsoringiem technicznym klubów piłkarskich, np. SSC Napoli w sezonie 2003/2004, ACR Messina w sezonie 2004/2005, US Palermo, który w 2009 roku zadebiutował w Lidze Europy UEFA.
Również Legea jest obecna w koszykówce, jako sponsor techniczny takich klubów jak Veroli Basket, Basket Barcellona oraz Andrea Costa Imola Basket i Pistoia Basket w serii A2. W siatkówce jest sponsorem klubów Argos Volley, Corigliano Volley, Pallavolo Matera Bulls. Legea sponsoruje też w kolarstwie i jest oficjalnym dostawcą dla drużyn biorących udział w rozgrywkach na najwyższym szczeblu międzynarodowym, takich jak zespół Androni Diquigiovanni.
Dzięki udanej polityki promocji i dystrybucji udało się ogarnąć cały rynek krajowy i międzynarodowy. Obecnie Legea sprzedaje swoje produkty w ponad 50 krajach, od Dalekiego Wschodu do Australią, od Ameryki Północnej (USA i Kanada) i Południowej (Argentyna) do kontynentu afrykańskiego.

## Produkty
Firma produkuje męską, kobiecą oraz dziecięcą odzież sportową i obuwie przeznaczone dla takich dyscyplin sportowych jak: piłka nożna, piłka siatkowa, piłka ręczna, koszykówka, hokej, rugby, fitness, lekkoatletyka, futsal.

## Narodowe reprezentacjepiłkarskiesponsorowane przez Legea
Legea jest technicznym sponsorem wielu reprezentacji, m.in. Bośni i Hercegowiny, Czarnogóry, Kosowa, Korei Północnej (jedyny kraj sponsorowany przez włoską marką podczas mundialu 2010, który odbył się w Republice Południowej Afryki).

## Kluby korzystające ze strojów Legea
Obecnie Legea srl sponsoruje wiele klubów w różnych krajach świata, m.in. albańskich (KF Tirana) – amerykańskich, australijskich, azerskich, belgijskich (Lommel United), bułgarskich (Łokomotiw Sofia), cypryjskich (Aris Limassol), duńskich, egipskich, francuskich, greckich, hiszpańskich, holenderskich (NAC Breda) irańskich, irlandzkich, izraelskich, jordańskich, kenijskich, kosowskich, czarnogórskich (FK Budućnost Podgorica), niemieckich, norweskich (Lillestrøm SK), portugalskich, północnokoreańskich, rosyjskich (Torpedo Moskwa), rumuńskich, saudyjskich, serbskich (Radnički Nisz), słowackich (Inter Bratysława), słoweńskich, szwedzkich, szwajcarskich, tureckich, ukraińskich (Czornomoreć Odessa, Karpaty Lwów), walijskich (The New Saints F.C.), wenezuelskich, węgierskich, włoskich Livorno Calcio i zimbabwejskich.